# Gowidon longirostris
Gowidon longirostris – gatunek jaszczurki z podrodziny Amphibolurinae w obrębie rodziny agamowatych (Agamidae).

## Taksonomia
Gatunek po raz pierwszy zgodnie z zasadami nazewnictwa binominalnego opisał w 1883 roku belgijsko-brytyjski herpetolog George Albert Boulenger, nadając mu nazwę Lophognathus longirostris. Holotyp pochodził z Champion Bay, w Australii Zachodniej, w Australii. Jedyny przedstawiciel rodzaju Gowidon, który opisali w 1983 roku australijscy herpetolodzy Richard Walter Wells i Cliff Ross Wellington.

### Etymologia
- Gowidon: Greame Francis Gow (1940–2005), australijski herpetolog[2].
- longirostris: łac. longus „długi”; -rostris „-pyski”, od rostrum „pysk”[9].

## Zasięg występowania
G. longirostris występuje endemicznie w Australii na obszarach Terytorium Północnego, Queenslandu, Australii Południowej i Zachodniej.

## Morfologia
G. longirostris jest dużą jaszczurką z rodziny agamowatych z odsłoniętym tympanum; łuski na gardle i brzuchu gładkie do słabo ząbkowanych. Pysk i kończyny są długie; posiada bardzo długi ogon i wyraźny grzebień na karku. Głowa wąska i o płytkim zarysie w porównaniu z długością pyska. Łuski na grzbiecie jednolite, z kilami zbiegającymi się ku tyłowi w kierunku linii środkowej. Wyraźnie widoczne blade prążki grzbietowo-boczne oraz blada pręga wzdłuż dolnej szczęki. Jedna do trzech małych białych plamek na czarnym tle, znajdujących się bezpośrednio za uchem. Pory przedanalne w zakresie 4–7; pory udowe w zakresie 11–22.

## Ekologia
G. longirostris prowadzi na wpół nadrzewny tryb życia; zwykle obserwuje się go na drzewach lub krzewach wzdłuż stałych lub efemerycznych cieków wodnych, widywany jest również wśród skał lub gruzu wzdłuż takich cieków. Populacje przybrzeżne mogą również zamieszkiwać namorzyny. G. longirostris znajdowano również w siedliskach pustynnych.

## Status zagrożenia i ochrona
W Czerwonej księdze gatunków zagrożonych Międzynarodowej Unii Ochrony Przyrody i Jej Zasobów został zaliczony do kategorii LC (ang. Least Concern „najmniejszej troski”). G. longirostris jest pospolity i szeroko rozpowszechniony oraz nie stwierdzono poważniejszych zagrożeń. Zasięg występowania G. longirostris pokrywa się z wieloma obszarami chronionymi, takimi jak np. Gibson Desert Nature Reserve.